# 公立达姆施塔特音乐艺术学院
达姆施塔特音乐艺术学院（德語：Akademie für Tonkunst Darmstadt）位于德国黑森州的达姆施塔特市，是被誉为“科学城”达姆施塔特市的市政文化机构，分为公立音乐大学和市立音乐学校。

## 学校简介
达姆施塔特音乐艺术学院是德国最古老、也是最现代的音乐培训中心之一。它成立于1851年，前身为施密特音乐学院（Schmitt Academy for Tonkunst）。 1922年市政府接管时，音乐学校得到了国家的承认。2012年，黑森州科学技术部通过法律使学习部门的地位适应现代化的课程条件，使其成为国家认可的专业学院（音乐大学）。学校自2021年以来的校长是德国男中音歌唱家Thomas E.Bauer。

## 专业研究
达姆施塔特音乐艺术学院分为合作教育-音乐大学（德语：Berufsakademie für Musik）与市立音乐学校（德语：Städische Musikschule）。其中，合作教育-音乐大学主要提供专业的培训，课程范围包含从本科至演奏家文凭的培训。市立音乐学校主要提供针对青少年到成人的音乐基础培训。

## 网页链接
- https://akademie-fuer-tonkunst.de/